# Mimosa tovarensis
Mimosa tovarensis är en ärtväxtart som beskrevs av George Bentham. Mimosa tovarensis ingår i släktet mimosor, och familjen ärtväxter. Inga underarter finns listade i Catalogue of Life.